# 폴 프리즈

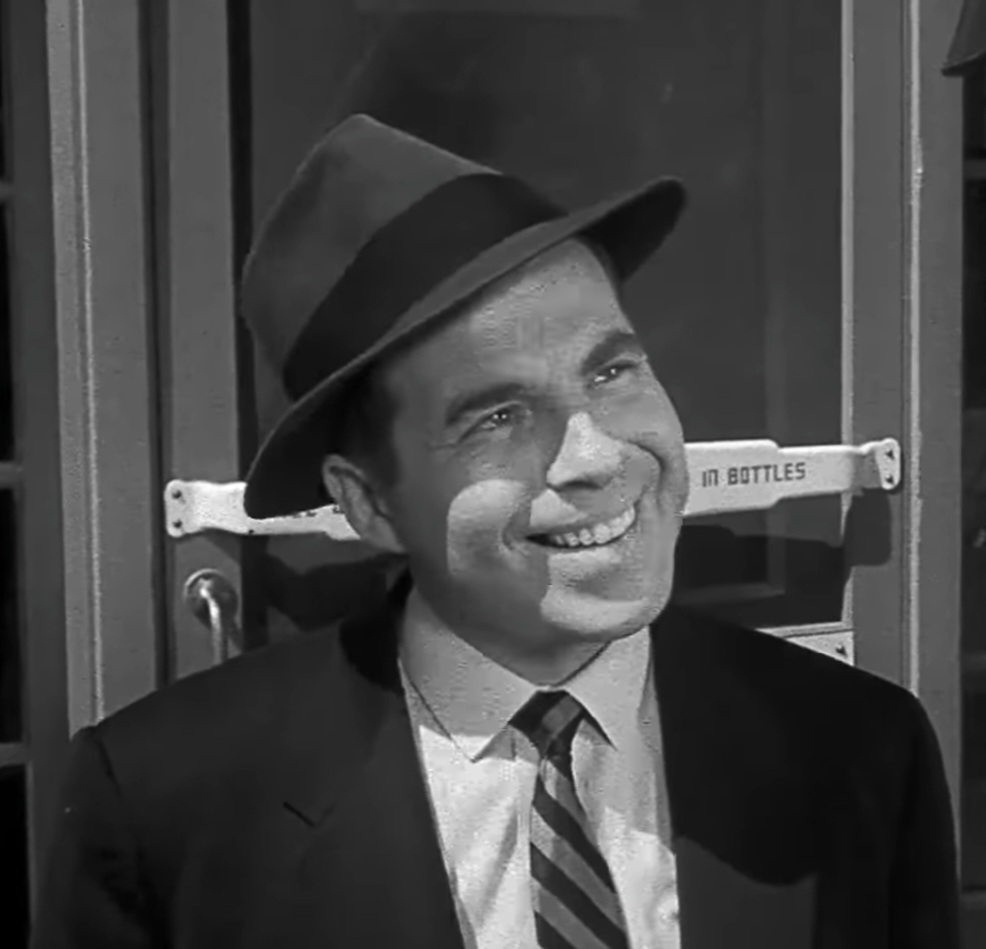

폴 프리즈(Paul Frees, 본명: 솔로몬 허시 폴 프리즈, Solomon Hersh "Paul" Frees, 1920년 6월 22일 – 1986년 11월 2일)는 미국의 배우, 코미디언이다.

## 참여 작품

### 실사 영화 (내레이터 포함)
- 젊은이의 양지 (1951년 영화)
- 괴물 (1951년 영화)
- 히즈 카인드 오브 우먼
- 스타 (1952년 영화)
- 우주 전쟁 (1953년 영화)
- 하더 데이 폴
- 지구 대 비행접시
- 27번째 날
- 쉐기 독 (1959년 영화)
- 뜨거운 것이 좋아 (1959년 영화)
- 스파르타쿠스 (영화)
- 건망증 선생님
- 맨츄리안 켄디데이트 (1962년 영화)
- 로빈 훗 (1964년 영화)
- 카펫베거
- 메리 포핀스 (영화)
- 킹콩의 역습
- 발렌타인 데이의 대학살 (영화)
- 태평양의 지옥
- 도라 도라 도라
- 혹성탈출: 지하도시의 음모
- 패튼 대전차 군단
- 미드웨이 (1976년 영화)

### 실사 텔레비전
- 앨빈 쇼
- 하와이 파이브-O
- 원더우먼 (1975년 드라마)
- 전격 Z작전

### 성우

#### 영화
- 톰과 제리
- 눈의 여왕 (1957년 영화)
- 101마리의 달마시안 개 (영화)
- 마지막 유니콘

#### 텔레비전
- 록키와 불윙클 쇼
- 프린스톤 가족
- 탑캣
- 앨빈 쇼

### 테마 파크
- 캐리비안의 해적 (놀이기구)

### 라디오
- 엘러리 퀸
- 괴물 (1951년 영화)